# 얌체 독서
얌체 독서란 서점에서 책을 구입할 의도 없이 오랜 시간 동안 책을 보는 행위를 말한다. 일본어로는 立ち読み(서서 책읽기), 중국어로는 打書釘(책못을 박음)라고 한다. 많은 고객이 드나드는 대형 서점의 경우, 고객 서비스 차원에서 책을 읽을 수 있게끔 별도의 자리를 마련해 주는 경우가 많아서 별도로 얌체 독서를 드러내놓고 문제시 하지는 않으나, 중소규모의 서점에서는 그렇지 않은 경우가 많다. 대형서점의 경우에도 책 내용을 보고 베끼거나, 휴대전화 카메라로 찍는 경우는 하지 못하도록 별도로 제한해두고 있다. 일본의 경우에는 보통 책방에는 얌체 독서금지라는 경고문을 미리 써붙여놓는 경우를 볼 수 있다.